# Los Santos de Maimona
Los Santos de Maimona è un comune spagnolo di 7 931 abitanti situato nella comunità autonoma dell'Estremadura.

## Storia
Le origini del paese rimontano al Calcolitico (2500 a.C. circa). I primi insediamenti si trovano nella Sierra del Castillo e i resti archeologici (pesi di telaio, frammenti di coltello di selce...) sono conservati al Museo Municipale. La presenza umana continuò durante tutta l'età del bronzo, ma nel 50 a.C., con l'arrivo dei Romani, il paese si organizza lungo una delle grandi strade dell'epoca: la Via dell'Argento che univa Mérida con Siviglia.
Verso il 712, la zona venne occupata dagli Arabi, da un clan di una delle sette tribù berbere, chiamato "Banu Maimun".
Con la Reconquista, nel 1240, Los Santos de Maimona venne conquistata da Don Rodrigo Iñiguez, maestro dell'Ordine di Santiago, ordine dal quale venne governata nei secoli seguenti. Sotto Juan Pacheco, altro maestro dell'Ordine, il villaggio raggiunge il suo periodo di maggior splendore, con i suoi maggiori monumenti costruiti.
Con la caduta dell'Ancien Régime, la località diventa municipio della regione di Estremadura. Dal 1834 venne integrada nel Partido judicial de Zafra.